# 考德威爾鎮區 (密蘇里州卡勒韋縣)
考德威爾鎮區（英語：Caldwell Township）是位於美國密蘇里州卡勒韋縣的一個行政鎮區。

## 地方資料
考德威爾鎮區的面積為60.56平方千米，當中陸地面積為60.44平方千米，而水域面積為0.12平方千米。根據2020年美國人口普查的數據，當地共有人口468人，而人口密度為每平方千米7.73人。